# Charlotte Peter

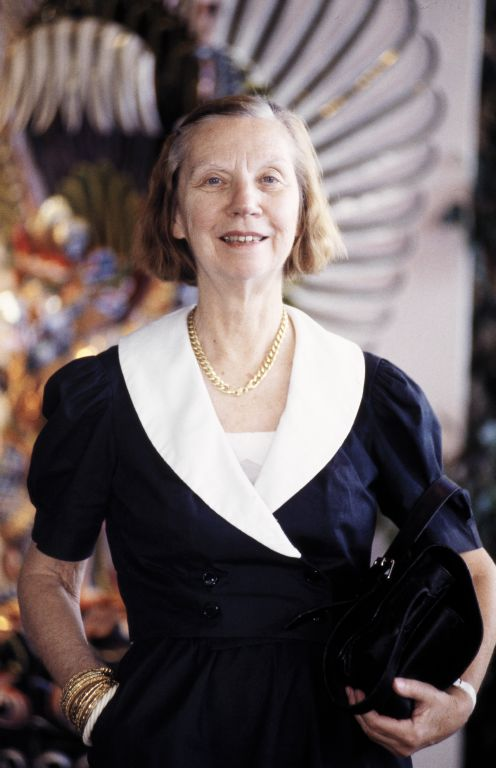
Charlotte Peter (1980er Jahre) ETH Bildarchiv Swissair

Charlotte Elisabeth Peter (* 11. Juni 1924 in Zürich; † 3. November 2020 ebenda) war eine Schweizer Historikerin, Journalistin, Reisejournalistin, Reiseleiterin und Autorin.

## Leben
Charlotte Peter wuchs zusammen mit ihrer Schwester Ruth (* 1928) in Zürich als Tochter des Ingenieurs und Direktors für Anlagebau der Escher Wyss AG Robert Peter (1893–1972) und der Amalie geborene Woertz auf. Sie besuchte die Schulen in Zürich und studierte Geschichte, Kunstgeschichte und Wirtschaftsgeschichte an der Universität Zürich, wo sie 1952 mit der Dissertation Die Saline Tirolisch Hall im 17. Jahrhundert promoviert wurde. Während ihrer Studienzeit war sie als Reiseleiterin der Gesellschaft für akademische Reisen tätig.
Nach dem Abschluss des Studiums bewarb sich Charlotte Peter erfolgreich als Assistentin an der amerikanischen University of Kansas, wo sie sich die Mittel für die erste grosse Reise durch Japan und Indien verdiente. Nach ihrer Rückkehr arbeitete sie als Ghostwriterin und Journalistin. Sie war mehrmals Teilnehmerin beim Internationalen Frühschoppen von Werner Höfer.
Anfang der sechziger Jahre führte sie den Kulturbereich der Zürcher Woche und schrieb für die Swissair. 1963 wurde sie Chefredaktorin der deutschsprachigen Ausgabe des Magazins Elle und im Oktober 1978, nach der Fusion der Elle mit der annabelle zur annabelle/Elle, deren Chefredaktorin zusammen mit Werner Wollenberger. Ende Februar 1980 traten sie gemeinsam zurück, nachdem sich «die beiden im Kleinkrieg zerrieben» hatten. Peter war bis Februar 1981 «Beratende Chefredaktorin» (unter dem neuen Chefredaktor René Bortolani) sowie bis zur Zusammenlegung der annabelle mit der femina und dem Abgang von Bortolani Ende August 1982 Redaktorin des Ressorts Reisen und Reisereporterin der Jean Frey Gruppe. Peter war auch beim Schweizer Fernsehen tätig und betreute da ein Reiseprogramm für Jugendliche, schrieb als freie Journalistin für die Züri-Woche und ab und zu Berichte für die Weltwoche und die Bilanz.
Nach ihrer Pensionierung arbeitete sie als freie Reisejournalistin. Sie führte Studienreisen durch, wie z. B. nach Sibirien und in die Mongolei. Sie veranstaltete Reisen «unter der kulturellen Leitung von Dr. Charlotte Peter» nach Indien/Bangla Desh, aber auch nach Kuba, Brasilien, Indonesien, Thailand, Japan und China, das sie über hundertmal besucht hatte. Sie verfasste zahlreiche Bücher, in denen sie von ihren Erlebnissen aus aller Welt berichtete, und hielt Vorträge.
Peters Reisebücher zeichneten sich durch Respekt und Interesse gegenüber dem besuchten Land und seinen Bewohnern aus. Sie war dagegen, Länder wie früher Burma oder die Sowjetunion oder heute noch Nordkorea aus politischen Gründen nicht zu besuchen, denn damit werde «die Bevölkerung zusätzlich bestraft», die ausserdem «auf unzensierte Informationen von Besuchern angewiesen» sei. Für ihre Reisen habe sie die Bewilligung erhalten, zwei Schweizer Pässe zu nutzen, um bei Einreisen Schwierigkeiten wegen des Eintrags von Staaten zu vermeiden, die der einen oder anderen Seite nicht genehm seien.
Charlotte Peter lebte in Zürich und Paris; sie war nie verheiratet und hatte keine Kinder. Sie fühlte sich dem Buddhismus verbunden. Ausser Deutsch sprach sie Französisch, Englisch und Spanisch, Chinesisch konnte sie lesen. 1970 kandidierte sie erfolglos auf der Liste des Landesrings der Unabhängigen für den Gemeinderat Zürich (sie erreichte den 1. Ersatzplatz im Kreis 2), 1975 für den Nationalrat.
Sie verstarb im November 2020 im Alter von 96 Jahren in Zürich.

## Werke
- Mit Suzanne Speich: Was wir nicht schreiben durften. Die echten und die falschen Helden. Münster, Basel 2019, ISBN 978-3-907146-52-1.
- Die Geschichte eines hässlichen Mädchens. Eine etwas andere Biographie. Münster, Basel 2018, ISBN 978-3-905896-97-8.
- Als das Reisen erfunden wurde. Biografisches Sachbuch. Münster, Basel 2017, ISBN 978-3-905896-72-5.[16]
- Die alten Götter kehren zurück. Offizin, Zürich 2016, ISBN 978-3-906276-39-7.
- Ich bin Sufi Tabib. Zwei Frauen auf einer Reise zum Guru. Offizin, Zürich 2015, ISBN 978-3-906276-12-0.
- Reisen ist immer schön. Pendo, Zürich 1998, ISBN 3-85842-305-X.
- mit Kurt Ulrich, Rolf D. Schürch, Michael Merz: Kinder unserer Welt. Avanti, Neuenburg 1984.
- mit Kurt Ulrich: New York. Hallwag, Bern 1983, ISBN 978-3-444-06028-1.
- mit Georg Stärk: Markttag rund um die Welt. Mondo, Lausanne 1978.
- Moderne Amazonen. In: Emma. Februar 1977.
- Ceylon. Sri Lanka. Hallwag, Bern 1974 (Aufl. 1990, ISBN 3-444-06031-9).
- mit Margrit Sprecher: Ferner Osten (= Richtig reisen). Dumont, Köln 1974, ISBN 3-7701-0736-5.
- Visit the Far East. Swissair, Zürich 1972.
- Visit USA. Swissair, Zürich 1970.
- Ein job für Martin. Sauerländer, Aarau 1964.
- Der tragische Tod des Herbert M. In: Blühende Zweige. Erzählungen. Hrsg. vom Zürcher Schriftstellerverein. Orell Füssli, Zürich 1964.
- Reporter in Afrika. Das beinahe unglaubliche Abenteuer des Journalisten Mark. Sauerländer, Aarau 1963.
- Kurs 502 Fernost. Eine abenteuerliche Fliegergeschichte. Sauerländer, Aarau 1960.
- Mr. Progress und das neue Babylon. Artemis, Zürich 1959.
- Alexj Progress und das neue Babylon. Artemis, Zürich 1956.
- Der Kaiser und der Goldfisch. Parodistische Märchen. Artemis, Zürich 1955.
- Die weite Welt. Das grosse Abenteuer. Artemis, Zürich 1954.
- Die Saline Tirolisch Hall im 17. Jahrhundert. Eine wirtschaftshistorische Studie (= Zürcher Studien zur allgemeinen Geschichte. Wirtschaft, Gesellschaft, Staat, Bd. 5). Europa, Zürich 1952 (zugl. Diss. Univ. Zürich).